# Свистун обіранський
Свистун обіранський (Pachycephala johni) — вид горобцеподібних птахів родини свистунових (Pachycephalidae). Ендемік Індонезії. Раніше деякі дослідники вважали його підвидом рудочеревого свистуна, тоді як інші дослідники продовжують вважати його підвидом вохристого свистуна. Міжнародний орнітологічний конгрес визанє обіранського свистуна окремим видом.

## Поширення
Обіранський свистун є ендеміком острова Обіра в провінції Північне Малуку.